# Voo Air France 8969
O voo Air France 8969 foi uma rota operada pela Air France, cuja aeronave, um Airbus A300, foi sequestrada em 24 de dezembro de 1994 pelo Grupo Islâmico Armado da Argélia (GIA) no Aeroporto Houari Boumediene, Argel, Argélia. Os terroristas assassinaram três passageiros e a intenção deles era arremessar o avião contra a Torre Eiffel em Paris. Quando a aeronave chegou a Marselha, o Grupo de Intervenção da Gendarmaria Nacional (GIGN), uma unidade de contraterrorismo da Gendarmaria Nacional francesa, invadiu o avião e matou os quatro sequestradores.

## Antecedentes, tripulação e aeronave
A Argélia estava em estado de guerra civil na época do sequestro. As aeronaves que voaram para o país africano enfrentaram a possibilidade de ataques com mísseis. Como resultado, os voos da Air France a Argel tiveram tripulações inteiramente compostas por pessoas que se ofereceram para a rota. A companhia aérea perguntou a funcionários do governo francês se precisava continuar voando para o país magrebino; até o momento do sequestro, eles não haviam recebido uma resposta. Bernard Delhemme era o capitão do voo. Jean-Paul Borderie era o primeiro oficial (co-piloto) e Alain Bossuat o engenheiro de voo. O Airbus A300B2-1C, prefixo F-GBEC, voou pela primeira vez em 28 de fevereiro de 1980.

## Sequestro

### 24 de dezembro
Em 24 de dezembro de 1994, no aeroporto Houari Boumedienne em Argel, quatro homens armados embarcaram no voo 8969 da Air France, que deveria partir para o aeroporto de Orly, Paris às 11h15 (horário local, 10:15 GMT). Os homens estavam vestidos como policiais presidenciais argelinos; eles usavam uniformes azuis com logotipos da Air Algérie. A presença deles originalmente não causou nenhum alarme. Dois deles começaram a inspecionar os passaportes dos passageiros, enquanto um foi para a cabine e o quarto ficou vigiando. Claude Burgniard, uma das comissárias de bordo, lembrou ter notado que os "policiais" estavam armados e um deles estava com uma banana de dinamite, o que considerou incomum porque a polícia argelina não usa explosivos para efetuar operações. Os militares argelinos ficaram desconfiados ao perceber que o voo da Air France parecia ter um atraso não autorizado, então começaram a cercar a aeronave. Zahida Kakachi, uma das passageiras, lembrou-se de ter visto membros do Grupo de Intervenção Especial (GIS), conhecidos como " ninjas", do lado de fora da aeronave. Kakachi se lembra de ter ouvido um dos "policiais" dizer "taghut", uma palavra em árabe para "infiel", ao ver os homens do GIS reunidos em frente ao A300; ela então percebeu que os quatro homens a bordo do avião eram terroristas mujahideen que busca estabelecer um estado islâmico na Argélia. Eles haviam sequestrado a aeronave porque a companhia aérea nacional Air France era um símbolo da França, que eles viam como invasores estrangeiros infiéis.
O líder dos terroristas, Abdul Abdullah Yahia, um assassino notório, e os outros três membros do Grupo Islâmico Armado (Groupe Islamique Armé, ou GIA) exibiram armas de fogo e explosivos e anunciaram sua lealdade ao GIA, exigindo cooperação dos 220 passageiros e dos doze tripulantes. Os sequestradores tinham rifles de assalto Kalashnikov, submetralhadoras Uzi , pistolas, granadas de mão caseiras e dois pacotes de dinamite contendo dez bastões. Mais tarde, em um ponto durante o voo, os homens colocaram um pacote de dinamite na cabine e um pacote embaixo de um assento no meio da aeronave, em seguida, os conectaram com fio detonador. Eles também levaram os uniformes dos pilotos para confundir os atiradores do exército argelino.
Allah nos escolheu para morrer e Allah escolheu você para morrer conosco. Allah garante nosso sucesso, Insha'Allah!— Abdul Abdullah Yahia, lider dos terroristas.
A comissária de bordo Burgniard lembrou que os sequestradores, em particular um chamado "Lotfi", não gostaram de ver a falta de adesão às suas crenças islâmicas; de acordo com ela, os sequestradores se opuseram a homens e mulheres sentados juntos e compartilhando os mesmos banheiros e as mulheres com a cabeça descoberta. Assim que assumiram o controle da aeronave, os sequestradores obrigaram as mulheres a cobrir a cabeça, inclusive os membros da tripulação da cabine. Mulheres que não usavam véus usavam cobertores de aviação como cobertores para a cabeça. Um idoso argelino disse à rede TF1 que os sequestradores "tinham uma espécie de arte em seu terror". Vinte minutos de relaxamento e vinte minutos de tortura. Você nunca sabia o que viria a seguir".
Os sequestradores afirmaram no rádio da cabine da aeronave:
Nós somos os Soldados da Misericórdia. Allah nos escolheu como seus soldados. Estamos aqui para fazer a guerra em seu nome.— Abdul Abdullah Yahia.
Abderrahmane Meziane Chérif, a Ministra do Interior da Argélia, veio à torre de controle do aeroporto para começar a negociar com os sequestradores, que estavam usando o capitão para falar por eles e exigiram a libertação de dois líderes partidários da Frente de Salvação Islâmica (FIS), Abassi Madani e Ali Belhadj, que estavam sob prisão domiciliar; o FIS foi proibido na Argélia em 1992. Chérif exigiu que os sequestradores começassem a libertar crianças e idosos se quisessem falar com o governo argelino. A mídia começou a chegar ao aeroporto para cobrir a crise.
Ao meio-dia, o Ministro das Relações Exteriores da França, Alain Juppé, organizou uma equipe de crise, e Charles Pasqua, Ministro do Interior da França, encontrou seus assessores. O primeiro-ministro francês Édouard Balladur foi chamado de volta de seu feriado de Natal em Chamonix, na França, e outros funcionários do governo também foram convocados de suas férias. Balladur se lembra de ter passado a tarde inteira ao telefone, tentando determinar o que estava acontecendo e se sentindo confuso. Segundo Balladur, as autoridades argelinas queriam reprimir os terroristas e teve dificuldades em discutir os acontecimentos com o chefe de governo francês. A certa altura, os sequestradores desistiram da exigência de libertação dos líderes do FIS. Duas horas após o sequestro, os homens disseram ao capitão que partisse para Paris para que eles pudessem dar uma entrevista coletiva lá. O capitão não pôde decolar porque as escadas de embarque da aeronave ainda estavam presas ao avião e as autoridades argelinas estavam bloqueando a pista com veículos estacionados. Quando os sequestradores obrigaram o capitão a pedir a remoção das escadas de embarque, as autoridades argelinas recusaram, decididas a não ceder a nenhuma das exigências dos sequestradores. Os homens do GIA anunciaram que explodiriam a aeronave, a menos que as autoridades argelinas seguissem suas ordens.
Durante a verificação do passaporte, os sequestradores notaram que um dos passageiros do voo era um policial argelino. Para obrigar o governo argelino a cumprir suas exigências, os sequestradores abordaram o policial e disseram-lhe que os seguisse. A passageira Kakachi lembrou que o policial, sentado duas fileiras atrás dela, estava hesitante, pois não sabia o que iriam fazer. Vários passageiros lembravam dele implorando "Não me mate, eu tenho mulher e filho!" Os sequestradores atiraram na cabeça do policial no topo da escada de embarque. Os pilotos e a maioria dos passageiros não perceberam a princípio que o homem havia morrido. O capitão Delhemme lembrou que seu primeiro contato com a cabine de passageiros durante o sequestro foi quando um dos comissários, autorizado a entrar na cabine, perguntou aos pilotos se eles precisavam de alguma coisa. De acordo com Delhemme, ele pediu um copo d'água ao atendente para aliviar a garganta seca dos pilotos. Nesse ponto, o atendente sussurrou para Delhemme que os sequestradores haviam matado um passageiro.
As autoridades argelinas ainda se recusaram a concordar com as exigências dos sequestradores. Burgniard lembrou que ele e os outros ocupantes começaram a perceber que "as coisas estavam dando errado" quando os sequestradores vieram buscar outro passageiro.  Eles selecionaram Bui Giang To, de 48 anos, adido comercial da Embaixada do Vietnã na Argélia. Burgniard descreveu To como "o verdadeiro estrangeiro neste avião". Ela lembrou que To não se intimidava com os sequestradores e acreditava que essa atitude os aborrecia. O diplomata vietnamita achou que estava prestes a ser libertado porque era estrangeiro; em vez disso, ele foi morto a tiros na escada de embarque. Delhemme lembrou que, quando a aeromoça apareceu em seguida com refrescos, ela sussurrou para ele que dois passageiros, não um, haviam sido mortos.
O governo francês queria trazer militares franceses para a Argélia para resolver com segurança o sequestro, mas o governo argelino não permitiu que militares estrangeiros pousassem em solo argelino para resolver uma crise política argelina. O primeiro-ministro Balladur disse que pediu ao governo argelino "com extrema veemência e urgência" que autorizasse a decolagem da aeronave. Ele achava que o governo francês tinha a responsabilidade de resolver o problema, já que a aeronave pertencia a uma companhia aérea francesa e quase um terço dos passageiros eram franceses.
Após sete horas de sequestro, a cabine estava calma, mas tensa; naquele ponto, poucos passageiros sabiam que duas pessoas haviam morrido. Estava escuro lá fora e a aeronave estava cercada por holofotes. Os pilotos agora tentavam neutralizar a situação conversando com os sequestradores e tentando ganhar sua confiança. Delhemme explicou que o início de um sequestro é violento, então o papel do piloto é manter os participantes calmos, "ganhar tempo", mostrar aos sequestradores quem é a tripulação como pessoas e descobrir detalhes sobre os sequestradores; então, o piloto deve tentar ganhar a confiança dos sequestradores.
Durante a noite, as autoridades espanholas permitiram que os militares franceses enviassem suas forças para Maiorca, na Espanha, que ficava o mais perto possível da Argélia, sem que fossem acusados de interferir na situação. Às 20h, os policiais do Groupe d'Intervention de la Gendarmerie Nationale (GIGN) embarcaram em um Airbus A300 semelhante ao F-GBEC, o avião sequestrado, em uma base militar na França. A caminho de Maiorca, a equipe de operações do GIGN pode se familiarizar com o A300 e se preparar para o ataque à aeronave. Depois que o avião do GIGN chegou ao aeroporto de Palma de Maiorca, o governo argelino deixou claro que as forças francesas não eram bem-vindas na Argélia.

### 25 de dezembro
O capitão Delhemme foi até a cabine dos passageiros por volta das 2h00 da manhã seguinte (01:00 GMT) para verificar a situação; ele disse que estava "calma" durante esse tempo. Ele notou dois dos sequestradores dormindo no chão. De manhã, o primeiro-ministro francês Édouard Balladur voou para Paris.
Novas informações chegaram ao Consulado Geral da França em Oran, na Argélia, por meio de um espião no GIA. A polícia confirmou este plano após uma invasão a um esconderijo.
Recebemos essas informações diretamente de membros do serviço secreto argelino. E essa informação era muito preocupante. O verdadeiro objetivo dos terroristas era derrubar o avião em Paris.— Charles Pasqua, Ministro do Interior da França
Os sequestradores libertaram alguns dos passageiros, principalmente mulheres com crianças e pessoas com problemas graves de saúde. Mais de 170 pessoas ainda permaneceram a bordo. Os sequestradores se ofereceram para libertar os passageiros argelinos restantes, mas os argelinos se recusaram a deixar a aeronave. Delhemme lembrou que um passageiro que se recusava a sair disse que achava que a tripulação morreria se ele o fizesse, e Delhemme acredita que os motivos dos passageiros foram sinceros. No final de 25 de dezembro, os sequestradores libertaram um total de 63 passageiros.
A polícia argelina usou dispositivos de visão noturna para identificar o sequestrador principal, que era Abdul Abdullah Yahia. O governo francês enviou a mãe de Yahia para implorar que ele libertasse os passageiros, na esperança de que ela pudesse persuadir seu filho a ceder, mas a estratégia não deu certo. A passageira Kakachi lembrou que Yahia ficou furioso com a ação. Nesse ponto, os sequestradores começaram a visar os passageiros franceses; estavam a bordo dois funcionários da Embaixada da França em Argel, uma secretária e um secretário-chefe de gabinete. Os sequestradores forçaram o secretário-chefe de gabinete, Yannick Beugnet, a implorar ao microfone. Por meio de Beugnet, eles exigiram que, a menos que o governo argelino autorizasse o A300 para decolagem antes das 21h30 (20:30 GMT), eles matariam um passageiro a cada trinta minutos, a começar pelo secretário-chefe de gabinete da embaixada francesa em Argel. Eles ameaçaram atirar nele e jogá-lo para fora da porta. Os passageiros argelinos garantiram-lhe que os sequestradores estavam blefando enquanto os passageiros franceses exigiam que a aeronave tivesse permissão para decolar. Quando o prazo das 21:30 passou, os sequestradores atiraram no diplomata e jogaram seu corpo para fora.  A luz de advertência de porta aberta na cabine indicou aos pilotos que outro passageiro havia sido assassinado. Enfurecido, o capitão Delhemme gritou para as autoridades argelinas: "Veja o que você ganha quando joga duro ?!". A companhia aérea sabia que o diplomata francês havia sido assassinado enquanto ouvia as conversas entre a aeronave e a torre de controle. Philippe Legorjus, ex-conselheiro de segurança da Air France, disse em uma entrevista que os funcionários da companhia aérea "viveram [o evento] com grande emoção". Zahida Kakachi lembrou-se de Lotfi tentando calmamente convertê-la e outra aeromoça ao Islã, embora Kakachi estivesse apenas fingindo para que ela não o enfurecesse.
O governo francês foi informado dos acontecimentos. Balladur falou ao telefone com o primeiro-ministro da Argélia, Mokdad Sifi; disse-lhe que o governo francês responsabilizaria o governo argelino pelo resultado, caso não os autorizasse a intervir na situação. Pouco antes da meia-noite, o primeiro-ministro francês disse ao presidente da Argélia, Liamine Zéroual, que a França estava pronta para receber o voo da Air France. Por exigência de Balladur, 39 horas após o início do sequestro, Zéroual permitiu que a aeronave saísse de Argel. A comissária de bordo Claude Burgniard lembrou que todos ficaram aliviados quando a aeronave decolou porque pensaram que a crise havia acabado.
Não havia combustível suficiente a bordo do avião para chegar a Paris, porque a unidade de energia auxiliar do A300 estava funcionando desde que os sequestradores tomaram o aparelho, então uma parada de reabastecimento foi agendada no aeroporto de Marseille-Provence. Delhemme confrontou Yahia para descobrir se ele planejava explodir a aeronave entre Argel e Marselha. Yahia insistiu que o avião voaria para Marselha, abasteceria e depois voaria para Paris para a entrevista coletiva. Tranquilizado, Delhemme preparou-se para a decolagem. Em uma entrevista, Delhemme sugeriu que os sequestradores provavelmente teriam dito isso de qualquer maneira para evitar que a tripulação agisse contra eles. Burgniard lembrou que os sequestradores, na cabine, pareciam animados e "como crianças".

### 26 de dezembro
A aeronave aproximou-se de Marselha na madrugada de 26 de dezembro. Os sequestradores não sabiam que o major Denis Favier do GIGN já estava na cidade, tendo voado de Maiorca para uma base militar perto de Marselha, e planejava invadir a aeronave quando ela estivesse na pista. O esquadrão antiterrorismo fez treinamentos no A300 idêntico ao sequestrado antes do voo 8969 chegar a Marselha. Favier explicou em uma entrevista que o inimigo estava chegando em território amigo, e a diferença de poder seria um elemento chave na luta.  A aeronave do voo 8969 pousou às 03h33 (02:33 GMT).
A comissária de bordo Claude Burgniard disse que os sequestradores sentiram que o desembarque em Marselha foi um "momento mágico", já que chegaram à França. Burgniard lembrou que o aeroporto estava escuro e que ela só viu as luzes do A300 e um carro "siga-me" que a aeronave seguia. As autoridades francesas levaram deliberadamente o aparelho para fora do terminal e para um canto remoto do aeroporto. No mesmo dia, o governo francês recebeu informações de que os sequestradores planejavam atacar Paris. Favier planejou parecer conciliador e prolongar as negociações o máximo possível. Ele acreditava que os sequestradores estavam cansados, então planejou derrotá-los. Alain Gehin, Chefe da Polícia de Marselha, falou ao grupo de sequestradores na torre de controle. Gehin implementou a estratégia de Favier.
Enquanto usavam Delhemme para falar por eles, os sequestradores pediram 27 toneladas de combustível; a aeronave precisava de aproximadamente nove toneladas para voar de Marselha para Paris. O pedido indicava às autoridades francesas que a aeronave seria usada como bomba incendiária ou seria levada a um país islâmico solidário à causa dos sequestradores. Horas depois, as autoridades receberam a notícia do plano da bomba incendiária. Os passageiros que foram libertados em Argel afirmaram que o A300 tinha sido equipado com explosivos. Os especialistas em demolição determinaram que o avião provavelmente estava armado de uma maneira que faria com que explodisse. Charles Pasqua disse em uma entrevista que o governo francês decidiu que a aeronave não deixaria Marselha, independentemente das consequências.
Por volta das 8h (07:00 GMT), os sequestradores exigiram que as forças liberassem a aeronave até as 9h40 (08:40 GMT). Os negociadores atrasaram o ultimato, abastecendo com comida e água adicionais, esvaziando os tanques dos banheiros e fornecendo aspiradores de pó. Os agentes da GIGN que prestavam serviços à aeronave idêntica a sequestrada estavam disfarçados de funcionários do aeroporto. Eles descobriram que as portas da aeronave não estavam bloqueadas ou armadilhadas. Os homens plantaram dispositivos de escuta enquanto outros ajustaram microfones de "canhão" de longo alcance na fuselagem e nas janelas do A300. O grupo de Favier perguntou aos sequestradores se eles preferiam dar uma entrevista coletiva em Marselha em vez de Paris, já que todos os principais meios de comunicação tinham escritórios em Marselha. Os sequestradores concordaram em dar uma entrevista coletiva no A300. Os negociadores solicitaram que a frente da aeronave fosse liberada para a entrevista coletiva. O objetivo era criar uma área para o GIGN durante a invasão. Favier explicou que a entrevista coletiva foi uma tática importante, pois permitiu que os passageiros fossem transferidos para a parte traseira da aeronave. Os sequestradores não perceberam que as portas do A300 podiam ser abertas pelo lado de fora.
Doze horas após a chegada do A300 a Marselha, a GIGN sabia quantos sequestradores estavam a bordo e sua localização na aeronave com a ajuda de dispositivos de escuta, equipamentos de visão infravermelha e microfones "canhão". A intenção era esperar até o pôr do sol para aproveitar a escuridão. Os ocupantes da aeronave desconheciam os verdadeiros motivos do esquadrão antiterrorismo e os militantes ficaram confusos sobre por que a imprensa ainda não havia chegado. Yahia, frustrado com a ausência da imprensa e sentindo que as autoridades estavam tramando algo, ordenou que o piloto movesse a aeronave. Dellemme estacionou a aeronave ao pé da torre de controle do aeroporto e nas proximidades do terminal e outras aeronaves. Uma explosão nesta posição resultaria em muito mais vítimas do que no local remoto anterior.
Esta foi uma desvantagem tática para o GIGN; as posições basearam-se na aeronave estacionada onde as autoridades francesas ordenaram a colocação do A300. Quando a aeronave se moveu, o esquadrão antiterrorismo teve que reorganizar rapidamente suas forças. Favier colocou atiradores no telhado para que tivessem uma visão da cabine. Ele organizou um grupo de trinta homens com três escadas de embarque para correr com a aeronave e assumi-la. Favier planejou ter duas equipes, cada uma com onze pessoas, abrindo as portas traseiras esquerda e direita do A300. Uma terceira equipe de oito policiais abriria a porta da frente direita. As forças planejaram isolar a cabine, com Yahia, do resto da aeronave.
Às 17h (16:00 GMT), as autoridades não haviam entregue nenhuma quantidade de combustível ao A300. Yahia entrou na cabine de passageiros para escolher uma quarta pessoa para matar. Ele selecionou o membro mais jovem da tripulação da Air France, que havia dito aos sequestradores que era ateu. Yahia sentiu-se relutante em matar um quarto passageiro naquele ponto, dizendo "Não quero fazer isso. Mas não tenho escolha. Burgniard afirmou em uma entrevista que ela não sabia se Yahia havia decidido não executar o membro da tripulação; ela sabia que ele continuava atrasando a execução. Em vez disso, os sequestradores abriram a porta e dispararam contra a aeronave. Zahida Kakachi, uma das passageiras, lembrou que os sequestradores começaram a recitar versos do Alcorão no sistema de áudio da aeronave. Os versos eram orações pelos mortos. De acordo com Kakachi, os passageiros ficaram em silêncio e começaram a entrar em pânico. Os sequestradores sabiam que os negociadores estavam na torre de controle, então, pela janela lateral da cabine, eles começaram a disparar metralhadoras contra a torre de controle. Philippe Legorjus, que na época era conselheiro de segurança da companhia aérea, lembrou que vidros estilhaçaram em volta dos negociadores. O capitão Delhemme disse que ao longo do tempo em Marselha, houve tensão, mas "nada parecido com o que parecia estar para acontecer". Balladur permitiu que Favier tomasse todas as ações que considerasse necessárias; depois que os sequestradores dispararam contra a torre de controle, Favier decidiu iniciar o ataque.

#### O ataque-surpresa
Assim que os sequestradores notaram as escadas aéreas se movendo em direção a eles, os terroristas reconheceram o ataque iminente. Pela janela da cabine, um sequestrador atirou na escada que continha a equipe avançada do GIGN. Quando a primeira escada de embarque alcançou a porta dianteira de estibordo (direita), tornou-se aparente que ela estava elevada demais em relação à moldura da porta para uma entrada uniforme na aeronave. O GIGN havia treinado em uma aeronave vazia, na qual o sistema de suspensão do avião não estava tão comprimido, levando a uma superestimativa da altura necessária da escada de embarque.
Após um pequeno atraso no reposicionamento na parte de cima da escada de embarque, as forças do GIGN conseguiram entrar. Os sequestradores responderam com tiros, atacando as forças do esquadrão anti-terrorista. Um sequestrador foi morto instantaneamente. Em seguida, as outras duas unidades entraram na parte traseira da aeronave. Os policiais dispararam centenas de balas. Os sequestradores dispararam através da pele do A300. Granadas explodiram e a fumaça atravessou a cabine. As granadas de atordoamento do GIGN cegaram temporariamente e ensurdeceram os ocupantes, permitindo que o esquadrão anti-terrorista invadisse a aeronave. Uma das granadas caseiras dos sequestradores detonou, causando danos limitados. Os atiradores na torre não conseguiram obter um tiro certeiro na aeronave, pois o co-piloto, Jean-Paul Borderie, bloqueou sua visão. Através de uma janela, Borderie saltou da cabine e cambaleou para longe. Com a visão desobstruída, os atiradores começaram a atirar na cabine, enquanto o GIGN evacuava os passageiros na parte traseira da aeronave.
A comissária de bordo Claude Burgniard descreveu o tiroteio como "o apocalipse". Christophe Morin, outro comissário de bordo, lembrou que o GIGN ordenou aos passageiros e à tripulação que descessem o mais baixo possível com as mãos sobre a cabeça, se escondessem e depois não se mexessem. Morin descreveu a situação como "violenta". Ele se lembra de ter colocado o sobretudo sobre a cabeça para não ver as balas traçadoras e outras ocorrências durante o ataque. Morin disse que tentou ajudar uma passageira ao lado dele a escapar, mas ela era muito grande e Morin não conseguiu movê-la, então os dois se deram as mãos. O piloto Bernard Delhemme disse que estava "em uma posição bastante ruim", então se agachou e se fez "o menor possível".
O comando do GIGN, Philippe Bardelli, estava liderando uma coluna pela escada aérea dianteira direita, enquanto aquela equipe tinha a tarefa de lançar granadas de atordoamento na cabine do piloto, quando uma bala de 7,62 × 39 mm de um AK-47 atingiu sua pistola sacada e detonou os cartuchos; Bardelli mais tarde comentou que sua pistola, que foi atingida, salvou sua vida, uma vez que os projéteis AK-47 foram capazes de penetrar nas viseiras do capacete do GIGN. O sequestrador restante manteve o esquadrão antiterrorismo sob controle por 20 minutos, mas ele acabou ficando sem munição e morreu com um ferimento à bala. Enquanto isso, os policiais do GIGN não tinham certeza de quais homens eram os sequestradores e quantos ainda estavam vivos, então consideraram todos os passageiros do sexo masculino como potencialmente sequestradores. O engenheiro de vôo, Alain Bossuat, comunicou-se por rádio para a torre informando que os sequestradores estavam mortos e que não restavam mais. Isso sinalizou para as forças do GIGN que uma limpeza final do A300 poderia começar. Delhemme disse que quando as forças entraram na aeronave, eles ordenaram que ele colocasse as mãos na cabeça. Delhemme disse que, após a provação do sequestro ter passado, ele se recusou a sair com as mãos na cabeça e ser "punido como uma criança". Burgniard disse que quando viu Bossuat algemado, a tripulação disse às forças para deixá-lo ir, pois o indivíduo era o engenheiro de vôo. Às 17:35, Favier comunicou por rádio à torre que o incidente havia acabado; o incidente se desenrolou em 54 horas.
Todos os sequestradores foram mortos. Os passageiros restantes e a tripulação sobreviveram ao tiroteio de 20 minutos. Dos passageiros restantes, 13 sofreram ferimentos leves. Nove dos 30 policiais do GIGN sofreram ferimentos, um deles teve ferimentos graves. Três membros da tripulação ficaram feridos. Delhemme foi atingido por balas no cotovelo e na coxa direita.  Bossuat recebeu ferimentos leves; os cadáveres de dois sequestradores protegeram Delhemme e Bossuat dos tiros. Borderie fraturou o cotovelo e coxa na queda de 5 metros (16 pés) entre a cabine e a pista de concreto. Favier disse que determinou que a operação foi um sucesso, uma vez que nenhum dos comandos do GIGN sofreu ferimentos fatais. O primeiro-ministro francês Édouard Balladur disse que os acontecimentos se desenrolaram "excepcionalmente bem".

## Resultado
Como resultado dos danos irreparáveis à aeronave, o A300 foi baixado e sucateado. Várias horas após o fim do incidente, o Grupo Armado Islâmico, que assumiu a responsabilidade pelo evento, matou quatro padres católicos romanos em retaliação em Tizi-Ouzou, na Argélia. Três dos padres eram franceses, enquanto um era belga.Poucos minutos após o início da invasão, a maioria dos passageiros havia escapado. Nesse ponto, três dos quatro sequestradores foram mortos a tiros. Delhemme lembrou que a cabine tinha apenas ele, o engenheiro de vôo e o último sequestrador. Delhemme disse que o sequestrador poderia ter matado ele e seus colegas por despeito, mas não o fez. Em uma entrevista, Denis Favier explicou que provavelmente houve um reconhecimento mútuo e "respeito" entre os sequestradores e os reféns. Ele acredita que os laços entre os sequestradores e os reféns ajudaram a salvar vidas de passageiros e tripulantes no conflito.
A tripulação do A300 e as forças GIGN receberam altas honras nacionais. Charles Pasqua, então Ministro do Interior, disse que ao longo de toda a provação a tripulação "se mostrou à altura". Bernard Delhemme voltou a voar e trabalhou para a Air France por nove anos antes de se aposentar. A comissária de bordo Claude Burgniard disse que "continuou vendo os rostos" dos três passageiros que foram executados; ao receber sua medalha, percebeu que ajudara a salvar 173 pessoas; isso permitiu que ela chorasse e superasse o incidente. Burgniard disse que ela não usa a medalha, mas que ela sente que a merece. Ela também recebeu uma mensagem de agradecimento da companhia aérea, mas pediu demissão e nunca mais trabalhou para a Air France. O comissário de bordo Christophe Morin também parou de trabalhar para a Air France e começou a trabalhar para uma organização de caridade.
Um ex-líder do grupo militante admitiu que os homens planejavam arremessar a aeronave contra a Torre Eiffel. O grupo militante nunca mais tentou esse complô. Pasqua disse que se os militantes derrubassem um avião na Torre Eiffel ou no Palácio do Eliseu, eles teriam cometido o que acreditariam ser "um feito extraordinário".
Os voos entre Argel e Paris mudaram para AF1555 e AF1855 (operando para Charles de Gaulle em vez de Orly). O voo 8969 passou a ser um code-share para o voo 1584 da Delta Air Lines entre o Aeroporto Internacional Greater Rochester e o Aeroporto Internacional de Atlanta Hartsfield-Jackson.

## Passageiros e tripulação
A maioria dos passageiros era argelina, 138 dos passageiros eram cidadãos do país magrebino. O capitão Bernard Delhemme disse que os sequestradores, que planejaram exaustivamente a operação, não previram que a maioria dos passageiros seria argelina. Os sequestradores recitaram versos do Alcorão e tentaram tranquilizar os passageiros argelinos. Relatos de testemunhas disseram que eles "aterrorizaram" não-argelinos.
| País           | Passageiros | Tripulação | Total |
| -------------- | ----------- | ---------- | ----- |
| Argélia        | 100         | 0          | 100   |
| França         | 75          | 12         | 87    |
| Alemanha       | 10          | 0          | 10    |
| Estados Unidos | 5           | 0          | 5     |
| Irlanda        | 5           | 0          | 5     |
| Países Baixos  | 3           | 0          | 3     |
| Noruega        | 5           | 0          | 5     |
| Reino Unido    | 5           | 0          | 5     |
| Vietnã         | 1           | 0          | 1     |
| Total          | 209         | 12         | 221   |

## Sequestradores
Abdul Abdullah Yahia, 25 anos, também conhecido como "O Emir", era um ladrão mesquinho e verdureiro do bairro de Bab El Oued, em Argel. Os negociadores disseram que Yahia falava um francês "aproximado" e sempre terminava suas frases em "Insha'Allah" ("se Deus quiser"). Vários passageiros disseram que todos, exceto um dos sequestradores, não tinham barbas e tinham cabelos curtos. Uma mulher disse que os homens "eram educados e corretos" e que "tinham o ar determinado de assassinos de sangue frio". Outro passageiro disse que os sequestradores "pareciam empolgados, muito eufóricos" e disseram aos ocupantes que dariam uma lição aos franceses e ao mundo e mostrariam o que eram capazes de fazer.
À medida que o sequestro avançava, os passageiros reconheceram as personalidades dos sequestradores. Claude Burgniard, uma das comissárias de bordo, lembrou que a tripulação e os passageiros deram apelidos aos sequestradores "para tornar as coisas mais simples". Yahia, o líder, havia dado seu nome, então os passageiros o chamavam por esse nome. Segundo Burgniard, Lotfi tinha um caráter "peculiar", "sempre esteve no fio da navalha", e "o mais fanático" e "o mais fundamentalista" dos sequestradores. Portanto, ele recebeu o apelido de "Homem Louco" dos passageiros. De acordo com Burgniard, Lotfi foi o sequestrador que insistiu que os passageiros seguissem a lei islâmica. Lotfi achava as mulheres com a cabeça descoberta "intolerável", o que o deixava muito irritado. Um sequestrador não deu seu nome aos passageiros, então eles o chamaram de "Bill". A comissária afirmou que "Bill" era "um pouco simples" e "mais pastor de cabras do que terrorista". Ela disse que o papel dele como sequestrador foi "um erro de escalação". Burgniard lembrou que os ocupantes se perguntaram por que "Bill" estava lá e que viram ele aparecendo como se ele se perguntasse por que ele estava ali também. O sequestrador apelidado de "O Assassino" atirou nos reféns que os sequestradores tinham como alvo.

## Na cultura popular
- Os eventos do voo 8969 foram apresentados em "The Killing Machine", um episódio da 2ª temporada (2004) da série de TV canadense Mayday (chamada Air Emergency and Air Disasters nos EUA e Air Crash Investigation no Reino Unido e no resto do mundo). A dramatização é intitulada "Hijacked" no Reino Unido, Austrália e Ásia; "Terroristas a Bordo" no Brasil[17] e nos Estados Unidos como "Hijack Rescue". O episódio usa uma mistura de reconstituições e imagens reais. O capitão do voo 8969 Bernard Delhemme e o coronel Denis Favier, então major que era chefe da unidade antiterrorista do GIGN designada para o voo, deram suas primeiras entrevistas na televisão para o documentário aparecendo em silhueta, pois ambos se sentiram ameaçados após os acontecimentos e que o público acreditava que os militantes estavam oferecendo uma recompensa pelo assassinato de Favier. Eli Gemael, um ator canadense de ascendência judaica e libanesa, interpretou o sequestrador principal Abdul Yahia.
- O incidente também foi destaque em um episódio da série de televisão canadense/britânica Zero Hour chamado "Shoot-Out in Marseille". Usando uma mistura de imagens reais e reconstituições, sugere que dois dos terroristas foram mortos pelos atiradores do GIGN.  Gemael repete seu papel como Yahia para esta dramatização.
- Um documentário de uma hora, episódio 3 da série de televisão The Age of Terror da BBC Two do Reino Unido, foi transmitido no dia 29 de abril de 2008. Ele mostrava uma reconstrução aprofundada do sequestro e incluía entrevistas com passageiros, tripulação, comandos da GIGN, testemunhas oculares oficiais, incluindo o co-piloto que pulou da janela da cabine.  Foi declarado explicitamente que um espião informou às autoridades francesas, mas não argelinas que a intenção era usar a aeronave como um míssil para atacar Paris.
- Um filme francês de 2011 chamado L'Assaut foi feito com a colaboração e aconselhamento do GIGN.
- O comissário de bordo Christophe Morin e a passageira Zahida Kakachi são co-autores do livro Le vol Alger-Marseille: Journal d'otages, relembrando os eventos do ataque e como ele afetou suas vidas[18].